# Deathkeep
Deathkeep ist ein Action-Rollenspiel des Entwicklerstudios Lion Entertainment. Das erstmals im November 1995 für die Spielkonsole 3DO veröffentlichte Spiel ist der Nachfolger zu Slayer und das letzte von 35 Spielen, die das US-amerikanische Computerspielunternehmen SSI von 1988 bis 1995 auf Grundlage des Rollenspiel-Regelwerks Advanced Dungeons & Dragons veröffentlichte. Gleichzeitig gilt es als kreativer Tiefpunkt der langjährigen Partnerschaft zwischen SSI und TSR. Das Spiel wurde 1996 zusätzlich auf Windows portiert.

## Handlung
Die Handlung des Spiels ist geradlinig, mit wenig Tiefgang. Der Spielercharakter hat die Aufgabe, einen bösartigen Nekromanten zu verfolgen, der aus seinem Gefängnis geflohen ist. Um ihn besiegen zu können, muss der Spieler drei Kugeln finden.

## Spielprinzip
Deathkeep ist ein aus der Egoperspektive präsentierter 3D-Dungeon-Crawler, der das Spielprinzip von Ego-Shootern wie Doom oder Descent mit Elementen aus Rollenspielen vermischt. Der Spieler hat zu Beginn die Wahl, ob er als zwergischer Kämpfer, halb-elfische Kämpferin/Magierin oder elfischer Magier spielen möchte. Das Spiel besteht aus 25 Dungeons mit jeweils acht Leveln. In den Leveln gilt es ähnlich wie in Doom oder Descent, jeweils mehrere Schlüssel zu finden, mit denen der Zugang zum nächsten Level geöffnet werden kann. Die Level werden von AD&D-typischen, feindlichen Kreaturen bewacht, auch die Waffen sind an das Rollenspiel-Regelwerk angelehnt, weitergehend Rollenspiel-Aspekte wie das Sammeln von Erfahrungspunkten, tiefergehende Dialoge oder eine Weiterentwicklung des Charakters fehlen jedoch. Erschwert wird das Vorankommen neben den Gegnern durch geheime Türen, Fallen und Sprungrätsel ähnlich wie in Ultima VIII: Pagan. Auch Terrainbeschaffenheiten wie vereiste Oberfläche behindern den Spieler in seiner gewohnter Fortbewegungsweise. Für die Orientierung hält das Programm eine Automap bereit, auf der bereits besuchte Spielabschnitte dargestellt werden. Wurde ein Level erfolgreich bewältigt, folgt eine Bewertungsbildschirm, in dem die Leistung des Spielers mit Punkten eingeschätzt wird, und der Spieler erhält die Möglichkeit zu speichern.

## Entwicklung
Das Spiel wurde ursprünglich im November 1995 für die Spielkonsole 3DO veröffentlicht und im Mai 1996 auf Windows portiert. Im selben Jahr des Konsolenreleases lief auch das exklusive Lizenzabkommen zwischen SSI und TSR aus. Statt weiterhin eine Gesamtlizenz zu vergeben, entschied sich der finanziell schwer angeschlagene Rollenspiel-Verlag, seine verschiedenen Kampagnenwelten zukünftig einzeln zu lizenzieren. Aber auch die abnehmende Erfolge der SSI-Produktionen gelten als Grund für das Ende der Partnerschaft.

## Rezeption
Die Bewertungen von Deathkeep auf dem 3DO und für Windows gingen stark auseinander. Während das Spiel auf der Konsole eher positiv aufgenommen wurde, erhielt es von PC-Magazinen meist negative Kritiken.
Sandrie Souleiman vom deutschen Konsolenmagazin Mega Fun lobte den Titel für seine „exzellente Grafik“, die „stimmungsvolle Musik“, „realitätsnahe Geräusche“ und eine „überwältigende Vielfalt und Dimension der Dungeons“. Sie bemängelte lediglich „ein leichtes Ruckeln“ und den vor allem bereits zu Anfang hohen Schwierigkeitsgrad. Doch habe man erst einmal ins Spiel hineingefunden, böte es jede Menge Spannung und „Motivation für kurzweilige Stunden“.
Andy Butcher testete die PC-Version von Deathkeep für das Magazin Arcane und vergab lediglich 2 von 10 Punkten. Er merkte an, dass Softwareentwickler einem Trend zur Vereinfachung der Computer-Rollenspiele folgen würden, was er damit kommentierte, dass Deathkeep oberflächlich wie eine gute Idee geklungen haben müsse, „einen traditionellen AD&D-Dungeon-Klopper mit der agilen Action der derzeitigen Welle von 3D-Spielen aus der First-Person-Perspektive zu kombinieren, die id Softwares Doom hervorgerufen hat“. Weiterhin führte er aus: „Die Originalversion für die 3DO-Konsole war mehr als uninspiriert und diese unterdurchschnittliche Konversion auf PC ist sogar noch weniger als das“. Sein Urteil: „Unglücklicherweise leidet Deathkeep unter seiner schrecklichen Grafik, schlechter Soundqualität und einem wenig inspirierenden Spielprinzip, was zusammengenommen in einem der schlechtesten Spiele resultiert, das in einiger Zeit für den PC veröffentlicht wurde. Versuch es so oft du willst, es gibt einfach nichts darin, was man empfehlen könnte. Wenn du ein schnelles Fantasyspiel suchst, das kampflastig und mit wenigen Regeln arbeitet, dann ist Hexen unendlich besser als das hier“. Zu einem ähnlichen Urteil kam auch Petra Schlunk von der Computer Gaming World.
Rückblickend wurde das Spiel als Fehlschlag gewertet. Nach Allen Rausch von GameSpy war Deathkeep „das letzte Dungeons-&-Dragons-Spiel für SSI und es war ein ziemlich schmähliches Ende für eine ziemlich herausragende Reihe“, Matt Barton von Gamasutra bezeichnete es zusammen mit seinem Vorgänger Slayer als „jämmerlich“ und Anlass für TSR, das Lizenzabkommen mit SSI nicht mehr zu verlängern. Auch Andrew Park und Elliott Chin von GameSpot werteten Deathkeep als „unrühmlich“ und „eines der schlechtesten Spiele von SSI überhaupt“, das das AD&D-Vermächtnis „befleckt“ habe. Sowohl Spielepresse als auch Fans seien maßlos enttäuscht worden.

“SSI's once-glorious run of AD&D games ended on a note of bitter disappointment for fans. After this game, SSI ceased to have the AD&D license, and it looked like AD&D was gone from the PC, at least for the immediate future. Fans were left to wonder whether it was SSI's poor showing of recent AD&D games or TSR's own financial troubles that led to this quiet end of the AD&D franchise.”

„SSIs einst glorreiche Reihe von AD&D-Spielen endete mit einer bitteren Enttäuschung für die Fans. Nach diesem Spiel verlor SSI die AD&D-Lizenz und es schien, als ob AD&D für den PC verloren gegangen sei, zumindest für die nähere Zukunft. Die Fans blieben mit der Frage zurück, ob es SSI schwaches Abschneiden bei den letzten AD&D-Spielen oder TSRs eigene finanziellen Probleme waren, die zu diesem klanglosen Ende des AD&D-Franchises führten.“